# 8720 Takamizawa
8720 Takamizawa è un asteroide della fascia principale. Scoperto nel 1995, presenta un'orbita caratterizzata da un semiasse maggiore pari a 3,0842473 UA e da un'eccentricità di 0,1180270, inclinata di 4,54497° rispetto all'eclittica. L'asteroide è dedicato all'astrofilo giapponese Kesao Takamizawa.